# Baniyas
Baniyas (arabiska بانياس) är en stad vid medelhavskusten i västra Syrien. Baniyas är den näst största staden i provinsen Tartus. Befolkningen uppgick till 41 632 invånare vid folkräkningen 2004.